# Bassin-Bleu
Bassin-Bleu, in creolo haitiano Basen Ble, è un comune di Haiti facente parte dell'arrondissement di Port-de-Paix nel dipartimento del Nordovest.